# Премия Американского института киноискусства (2006)
Премия Американского института киноискусства за 2006 год.
| Категории                            | Название фильма                                                                    |
| ------------------------------------ | ---------------------------------------------------------------------------------- |
| Фильмы                               | • «Вавилон»                                                                        |
| Фильмы                               | • «Борат: культурные исследования Америки в пользу славного государства Казахстан» |
| Фильмы                               | • «Дьявол носит Prada»                                                             |
| Фильмы                               | • «Девушки мечты»                                                                  |
| Фильмы                               | • «Полу-Нельсон»                                                                   |
| Фильмы                               | • «Делай ноги»                                                                     |
| Фильмы                               | • «Не пойман — не вор»                                                             |
| Фильмы                               | • «Письма с Иводзимы»                                                              |
| Фильмы                               | • «Маленькая мисс Счастье»                                                         |
| Фильмы                               | • «Потерянный рейс»                                                                |
| Телесериалы, телефильмы, мультфильмы | • «24 часа»                                                                        |
| Телесериалы, телефильмы, мультфильмы | • Звёздный крейсер «Галактика»                                                     |
| Телесериалы, телефильмы, мультфильмы | • «Декстер»                                                                        |
| Телесериалы, телефильмы, мультфильмы | • «Елизавета I»                                                                    |
| Телесериалы, телефильмы, мультфильмы | • «Огни ночной пятницы»                                                            |
| Телесериалы, телефильмы, мультфильмы | • «Герои»                                                                          |
| Телесериалы, телефильмы, мультфильмы | • «Офис»                                                                           |
| Телесериалы, телефильмы, мультфильмы | • «Южный парк»                                                                     |
| Телесериалы, телефильмы, мультфильмы | • «Западное крыло»                                                                 |
| Телесериалы, телефильмы, мультфильмы | • «Прослушка»                                                                      |